# Cantó de Paulhaguet
El cantó de Paulhaguet és un cantó francès del departament de l'Alt Loira, a la regió d'Alvèrnia-Roine-Alps. Està inclòs en el districte de Briude, té 19 municipis i el cap cantonal és Paulhaguet.

## Municipis
- Chassagnes: 129 habitants
- Chavaniac-Lafayette: 293 habitants
- La Chomette: 131 habitants
- Collat: 80 habitants
- Couteuges: 262 habitants
- Domeyrat: 144 habitants
- Frugières-le-Pin: 121 habitants
- Jax: 131 habitants
- Josat: 111 habitants
- Mazerat-Aurouze: 198 habitants
- Montclard: 65 habitants
- Paulhaguet: 981 habitants
- Saint-Didier-sur-Doulon: 222 habitants
- Saint-Georges-d'Aurac: 411 habitants
- Saint-Préjet-Armandon: 93 habitants
- Sainte-Eugénie-de-Villeneuve: 109 habitants
- Sainte-Marguerite: 37 habitants
- Salzuit: 341 habitants
- Vals-le-Chastel :50 habitants

## Història
| Data d'elecció                           | Identitat               | Partit        | Qualitat |
| ---------------------------------------- | ----------------------- | ------------- | -------- |
| 1964-1988                                | René Soulé              | PS            |          |
| 1988-1994                                | Jeanine Soulé           | Divers gauche |          |
| 1994-2008                                | Nicolas Di Giambattista | PS            |          |
| 2008-                                    | Jacques Roustide        | UMP           |          |
| les dades anteriors no són pas conegudes |                         |               |          |
|                                          |                         |               |          |